# Addizione Erculea

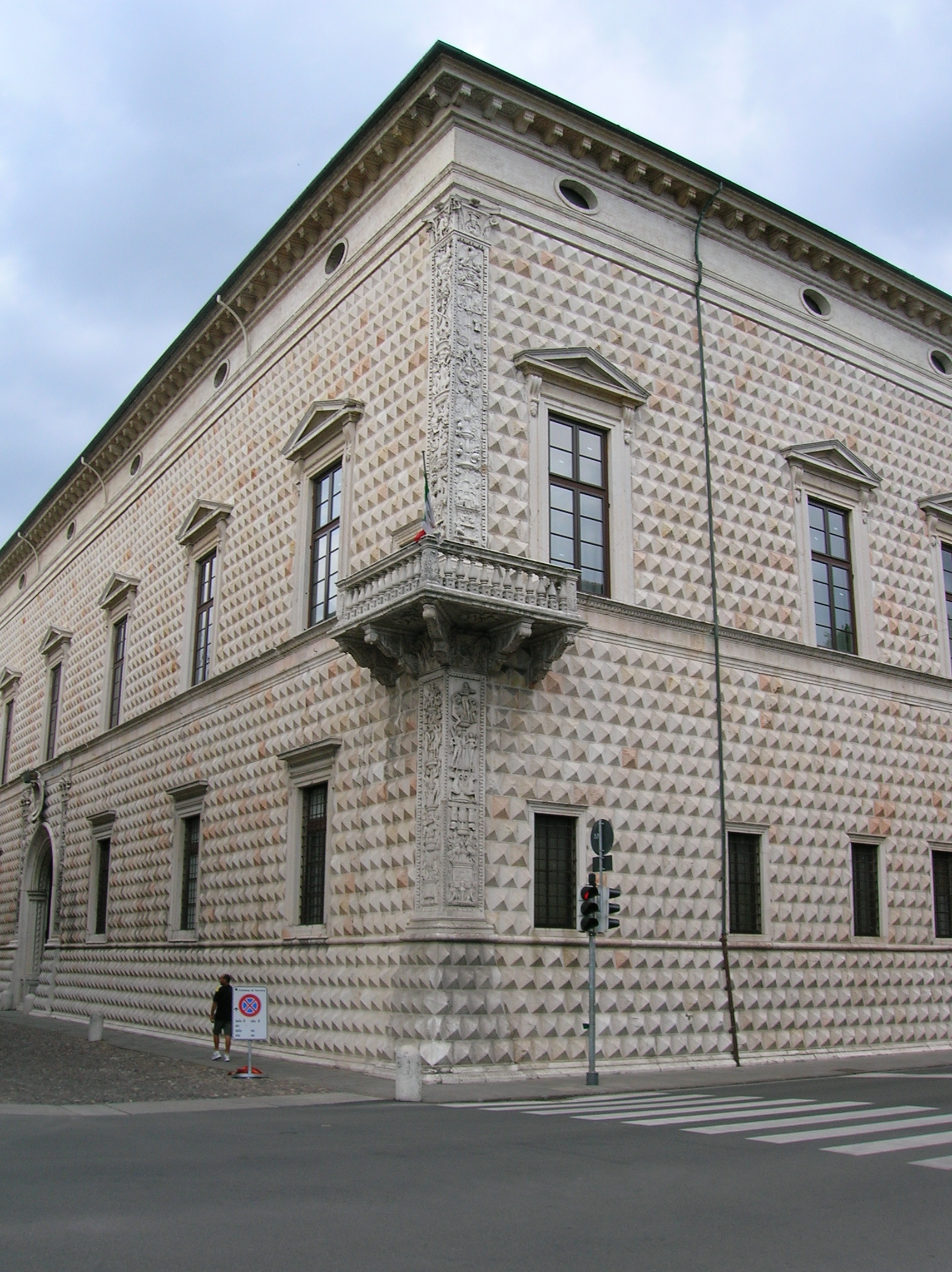
Palazzo dei Diamanti vist des de Quadrivio degli Angeli

L' Addizione Erculea  és una gran obra urbanística que va tenir lloc a Ferrara entre finals del segle XV i començaments del segle xvi, la primera de la seva classe en Europa.
Va ser encarregada a l'arquitecte Biagio Rossetti pel Duc de Ferrara Hèrcules I d'Este (del qual agafa el nom) el 1484 després del setge de Ferrara per part de la República de Venècia. La seva funció principal era expandir l'àrea de ciutat i alhora reforçar el sistema de muralles defensives.
L'obra, que va ser realitzada entre 1492 i 1510, exaltava el prestigi de la cort dels Este i la situava a nivell de les corts europees més importants.
Consta de dues artèries principals que connectaven les àrees vitals de la nova Addizione:
- Una llarga avinguda que va de Sud a Nord i connectava el Castello Estense amb la Porta degli Angeli a la muralla (l'actual Corso Ercole I d'Este).
- Una via d'est a oest que connecta dues portes a les muralles, l'anomenada via Equinozi (ara dividida en Corso Biagio Rossetti, Corso Porta Mare i Corso Porta Po.

Les dues artèries es creuen en el famós "Quadrivio degli Angeli", on es troben el Palazzo dei Diamanti, el Palazzo Turchi di Bagno i el Palazzo Prosperi-Sacrati.
El projecte urbanístic així dibuixat ha romàs fins avui sense alteracions en la seva lògica i racionalitat moderna. El 1995 va suposar que la UNESCO reconegués el centre històric de Ferrara i l'incorporés a la llista de Patrimoni de la humanitat com a exemple de ciutat dissenyada en el Renaixement, i que conserva el seu centre històric intacte que fa de Ferrara la primera ciutat moderna d'Europa.